# 刘放 (1912年)
刘放（1912年11月18日—2007年11月26日），曾用名刘堃，山东临清（今河北临西县白地乡曲庄村）人，中国人民解放军高级干部、中华人民共和国国务院副部长、驻外大使。

## 生平
1932年入复旦大学商学院银行系学习。1934年5月参加革命。1934年11月加入中国共产党。参加一二九运动。1936年大学毕业，在天津从事地下工作。
1937年参加湖北省委训练班。1938年任东北军五十一军战地服务团副团长。1939年任河南竹沟地委宣传部部长、统战部部长、地委常委。1940年任新四军第五师政治部宣传部部长，第十五旅政治部主任兼襄南工委书记。1944年任襄南军分区政治部主任。
1945年任中原军区政治部宣传部部长。调东北，任安东市委组织部部长。1947年任辽北省委工委(地委)副书记、省委宣传部部长。1948年任抚顺矿务局第一副局长、抚顺市委委员。1952年任中央人民政府燃料工业部石油管理总局副局长。1954年任中国驻苏联大使馆商务参赞。1956年任石油工业部部长助理、副部长。
1964年，接替许建国担任中华人民共和国驻罗马尼亚大使。1965年，由曾涌泉接任。1966年4月任第六机械工业部副部长、党组副书记，至1967年5月六机部被军管。1970年7月任第六机械工业部革委会副主任。1975年1月-1982年5月任第六机械工业部副部长、党组副书记。
第六届、七届全国政协委员。1995年8月离职休养，享受正部长级待遇。